# Saison 1944 de la Juventus FC
Maillots
Chronologie
Saison précédente Saison suivante
La saison 1944 de la Juventus-Cisitalia est la quarante-deuxième de l'histoire du club, créé quarante-sept ans plus tôt en 1897.
L'équipe du Piémont ne prend part cette année qu'au championnat de guerre (en italien: Campionato Alta Italia 1944) qui remplace la Serie A suspendue à cause de la Seconde Guerre mondiale. Il s'agit ici de la dernière saison de la société bianconera avant la fin de la guerre, qui cesse ensuite toute activité pendant un an.

## Historique
La Juventus-Cisitalia du président Piero Dusio et de l'entraîneur-joueur Felice Borel, ayant atteint le podium lors de la saison précédente, espère cette année réitérer ces performances.
La société change de siège au cours de cette saison, et quitte la Via Bogino, 12 pour emménager au Corso IV Novembre, 151.
Quelques changements viennent chambouler l'effectif cette saison, avec les arrivées de Luigi Brunella en défense, Ostilio Capaccioli, Michele Santacroce et Ezio Quaranta au milieu, ainsi que Alfredo Spadavecchia et Mario Bo en attaque.
À cause de la Seconde Guerre mondiale et de ses conséquences, la Serie A fut arrêtée en avril 1943. Avec la moitié du pays reconquise par les alliés, seule la partie nord du pays (encore fasciste), la RSI, put organiser un tournoi de football (non officiel et non reconnu par la FIGC), le Campionato Alta Italia, sorte de championnat de guerre.
La Juve commence sa saison de Campionato di Guerra 1944 dans les éliminatoires régionales du Piémont et de la Ligurie (en italien Eliminatorie regionali Piemonte e Liguria) au mois de janvier 1944 (pour la première fois depuis 1909, la saison se joue sur une année complète).

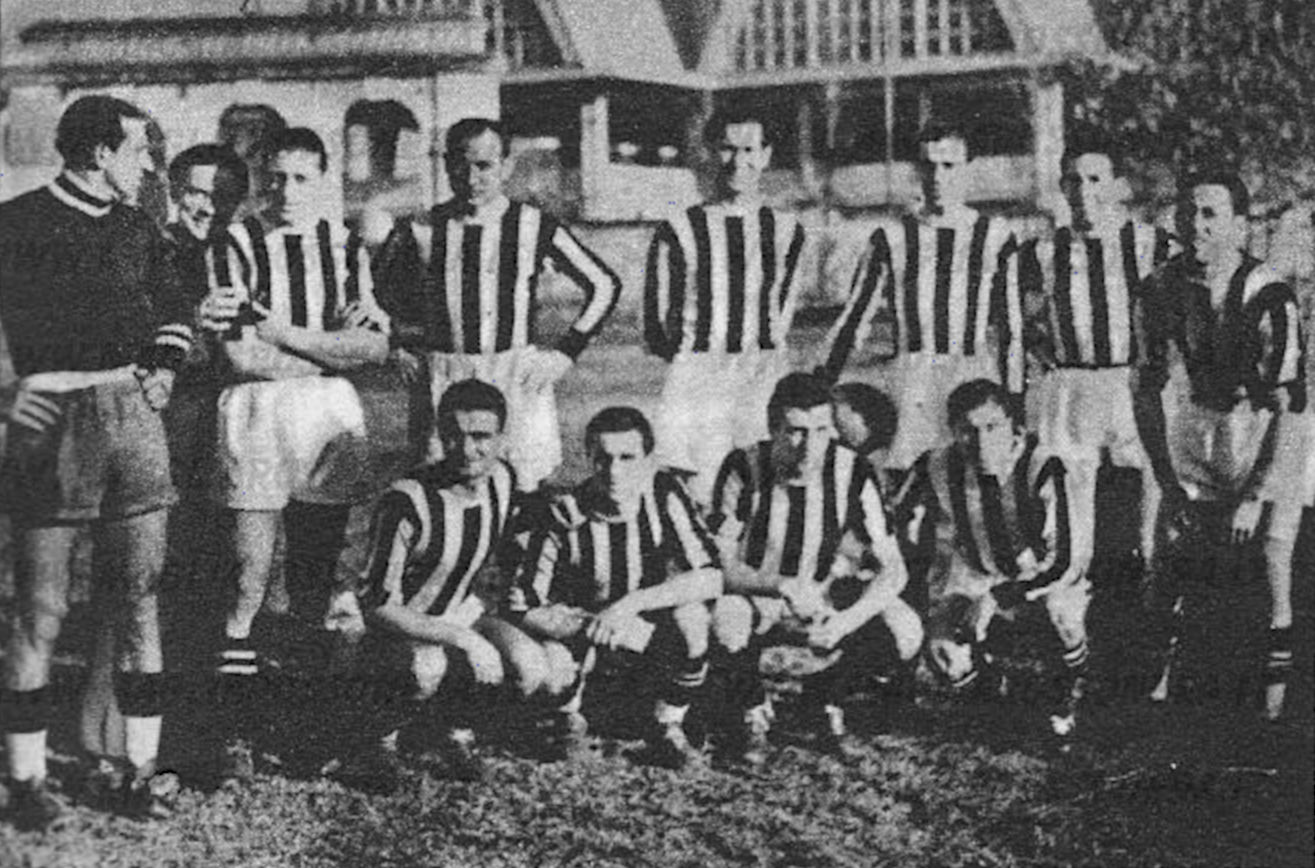
La Juventus-Cisitalia à Novare pour les éliminatoires régionales, 30 janvier 1944.

Le premier match de la Vieille Dame se joue le dimanche 16 janvier 1944, avec un match nul 2-2 à la clé contre Alexandrie (buts juventini de Varglien et Sentimenti III). Les turinois remportent leur premier match la semaine suivante, avec une victoire 3 buts à 1 à domicile contre Genova (grâce à un but de Sentimenti III et un doublé de Bo). À la suite de trois victoires consécutives, Madama perd son premier match de l'année au bout de la 5e journée lors du derby della Mole avec le Torino, avec une défaite cinglante 5 buts à 0. Mais ce faux-pas subit contre le rival ne décourage pas les bianconeri, qui, à la suite de cette défaite, entament entre le 20 février et le 19 mars une série de cinq victoires d'affilée, arrêtée lors de la 11e journée et la défaite 2 à 0 lors du match retour contre Genova. Par la suite, la Vecchia Signora remporte deux victoires de suite avant un match nul sans buts pour son retour contre le Torino au Stadio Benito Mussolini le 16 avril. La Juventus termine ensuite son tour éliminatoire par une défaite et deux victoires, avant de jouer son dernier match à domicile le 14 mai contre Asti, avec un score final de 2 buts partout (avec des buts de Bellini et Santacroce pour la Juve).
Avec ses 12 victoires, 3 nuls et 3 défaites, le club juventino se retrouve à la seconde place du classement derrière le Torino, suffisant pour se qualifier au tour suivant.
Lors des demi-finales interrégionales à 4 équipes, la Juventus remporte son premier match par 3 buts à 1 contre le Torino, avec des réalisations de Borel, Bellini et Santacroce, avant d'ensuite subir deux défaites de rang (2-1 contre l'Ambrosiana-Inter puis 2-1 contre Varese). Le 11 juin, les bianconeri prennent leur revanche à Turin 1-0 contre l'Ambrosiana (but de Bo). Pour ses deux derniers matchs de ce second tour, la Vieille Dame fit d'abord un match nul 3 buts à 3 contre le Torino (avec un doublé de Sentimenti III et un but de Spadavecchia), avant de jouer son dernier match chez elle le 25 juin en écrasant Varese 6 buts à 1 (réalisation de Sentimenti IV suivi de doublés de Bo et Sentimenti III).
Avec 7 points pris, la Juventus-Cisitalia ne termine que 2e du groupe, à nouveau derrière le Torino, cette fois-ci insuffisant pour rejoindre le tour final. L'aventure bianconera s'arrête donc ici, aux portes de la finale.
Avec une demi-finale pour ce retour à une compétition régionale sans tour unique, la Juventus joue ici sa dernière saison sous l'ère fasciste et la fin de la guerre, avant que la société n'arrête toute activité pendant un an, pour ne reprendre qu'en 1945-1946.

## Déroulement de la saison

### Résultats en championnat de guerre

#### Éliminatoires du Piémont et de Ligurie
| dimanche 16 janvier 1944 1re journée | Alexandrie             | 2 - 2 | Juventus                          | Campo del Littorio, Alexandrie 14h30 Arbitre : Silvano |
| dimanche 16 janvier 1944 1re journée | Foglia 35e · Rossi 55e |       | 51e Varglien · 70e Sentimenti III | Campo del Littorio, Alexandrie 14h30 Arbitre : Silvano |

| dimanche 23 janvier 1944 2e journée | Juventus                        | 3 - 1 | Genova      | Stadio Benito Mussolini, Turin 14h30 Arbitre : Bertolio |
| dimanche 23 janvier 1944 2e journée | Sentimenti III 31e · Bo 69e 76e |       | 23e Bertoni | Stadio Benito Mussolini, Turin 14h30 Arbitre : Bertolio |

| dimanche 30 janvier 1944 3e journée | Novare       | 1 - 2 | Juventus               | Stadio Littorio, Novare 14h30 Arbitre : Mattea |
| dimanche 30 janvier 1944 3e journée | Falzotti 23e |       | 14e Lushta · 74e Borel | Stadio Littorio, Novare 14h30 Arbitre : Mattea |

| dimanche 6 février 1944 4e journée | Juventus                            | 3 - 2 | Biellese                   | Stadio Benito Mussolini, Turin 14h30 Arbitre : Viarengo |
| dimanche 6 février 1944 4e journée | Lushta 16e 56e · Sentimenti III 18e |       | 43e Ussello · 88e Costanzo | Stadio Benito Mussolini, Turin 14h30 Arbitre : Viarengo |

| dimanche 13 février 1944 5e journée | Torino                                         | 5 - 0 | Juventus | Motovelodromo Corso Casale, Turin 15h00 Arbitre : Bertolio |
| dimanche 13 février 1944 5e journée | Ferraris 25e · Gabetto 56e 84e · Piola 69e 75e |       |          | Motovelodromo Corso Casale, Turin 15h00 Arbitre : Bertolio |

| dimanche 20 février 1944 6e journée | Juventus                                     | 4 - 3 | Liguria                                         | Stadio Benito Mussolini, Turin 15h00 Arbitre : Zavattaro |
| dimanche 20 février 1944 6e journée | Bo 5e · Spadavecchia 6e 86e · Capaccioli 31e |       | 3e Ventimiglia · 29e Bonistalli · 42e D'Alconzo | Stadio Benito Mussolini, Turin 15h00 Arbitre : Zavattaro |

| dimanche 27 février 1944 7e journée | Coni | 0 - 2                       | Juventus | Stadio Fratelli Paschiero, Coni 15h00 Arbitre : Lamberti |
| dimanche 27 février 1944 7e journée |      | 41e Sentimenti III · 76e Bo |          | Stadio Fratelli Paschiero, Coni 15h00 Arbitre : Lamberti |

| dimanche 5 mars 1944 8e journée | Juventus                                         | 5 - 1 | Casale     | Stadio Benito Mussolini, Turin 15h30 Arbitre : Franzi |
| dimanche 5 mars 1944 8e journée | Sentimenti IV 30e 86e · Spadavecchia 58e 62e 90e |       | 88e Grosso | Stadio Benito Mussolini, Turin 15h30 Arbitre : Franzi |

| dimanche 12 mars 1944 9e journée | Asti | 0 - 2                                  | Juventus | Stadio Censin Bosia, Asti 15h30 Arbitre : Zavattaro |
| dimanche 12 mars 1944 9e journée |      | 33e Sentimenti IV · 58e Sentimenti III |          | Stadio Censin Bosia, Asti 15h30 Arbitre : Zavattaro |

| dimanche 19 mars 1944 10e journée | Juventus                                                   | 4 - 0 | Alexandrie | Stadio Benito Mussolini, Turin 15h30 Arbitre : Spaudo |
| dimanche 19 mars 1944 10e journée | Sentimenti III 17e 56e · Santacroce 74e · Spadavecchia 86e |       |            | Stadio Benito Mussolini, Turin 15h30 Arbitre : Spaudo |

| dimanche 26 mars 1944 11e journée | Genova         | 2 - 0 | Juventus | Stade Luigi-Ferraris, Gênes 15h30 Arbitre : Scotto |
| dimanche 26 mars 1944 11e journée | Sotgiu 21e 33e |       |          | Stade Luigi-Ferraris, Gênes 15h30 Arbitre : Scotto |

| dimanche 2 avril 1944 12e journée | Juventus       | 2 - 0 | Novare | Stadio Benito Mussolini, Turin 15h30 Arbitre : Canavesio |
| dimanche 2 avril 1944 12e journée | Lushta 35e 66e |       |        | Stadio Benito Mussolini, Turin 15h30 Arbitre : Canavesio |

| dimanche 9 avril 1944 13e journée | Biellese        | 1 - 2 | Juventus                        | Stadio Lamarmora, Biella 15h30 Arbitre : Zavattaro |
| dimanche 9 avril 1944 13e journée | Castigliano 47e |       | 7e Depetrini · 10e Spadavecchia | Stadio Lamarmora, Biella 15h30 Arbitre : Zavattaro |

| dimanche 16 avril 1944 14e journée | Juventus | 0 - 0 | Torino | Stadio Benito Mussolini, Turin 15h30 Arbitre : Silvano |
| dimanche 16 avril 1944 14e journée |          |       |        | Stadio Benito Mussolini, Turin 15h30 Arbitre : Silvano |

| dimanche 23 avril 1944 15e journée | Liguria                                           | 4 - 3 | Juventus                                | Stadio del Littorio, Gênes 15h30 Arbitre : Dellarole |
| dimanche 23 avril 1944 15e journée | Bollano 42e · D'Alconzo 43e · Ventimiglia 57e 64e |       | 38e Borel · 69e Spadavecchia · 82e Rava | Stadio del Littorio, Gênes 15h30 Arbitre : Dellarole |

| dimanche 30 avril 1944 16e journée | Juventus                                                       | 6 - 1 | Coni             | Stadio Benito Mussolini, Turin 16h00 Arbitre : Viarengo |
| dimanche 30 avril 1944 16e journée | Spadavecchia 15e · Santacroce 43e 47e 68e · Borel 44e · Bo 83e |       | 58e (pen.) Dutto | Stadio Benito Mussolini, Turin 16h00 Arbitre : Viarengo |

| dimanche 7 mai 1944 17e journée | Casale | 0 - 2 | Juventus | Stade Natale Palli, Casale Monferrato 16h00 Arbitre : Silvano |
| dimanche 7 mai 1944 17e journée |        |       |          | Stade Natale Palli, Casale Monferrato 16h00 Arbitre : Silvano |

| dimanche 14 mai 1944 18e journée | Juventus                     | 2 - 2 | Asti                      | Stadio Benito Mussolini, Turin 16h00 Arbitre : Silvano |
| dimanche 14 mai 1944 18e journée | Bellini 19e · Santacroce 72e |       | 3e Callegari · 39e Pavese | Stadio Benito Mussolini, Turin 16h00 Arbitre : Silvano |

##### Classement
|  |    | Éliminatoires pré-championnat | Pts | MJ | V  | N | D | BP | BC | Dif |
|  | -- | ----------------------------- | --- | -- | -- | - | - | -- | -- | --- |
|  | 1. | Torino                        | 34  | 18 | 16 | 2 | 0 | 78 | 19 | +59 |
|  | 2. | Juventus                      | 27  | 18 | 12 | 3 | 3 | 44 | 25 | +19 |
|  | 3. | Biellese                      | 24  | 18 | 12 | 0 | 6 | 44 | 32 | +12 |

#### Demi-finales nationales
| dimanche 21 mai 1944 1re journée | Juventus                                 | 3 - 1 | Torino      | Stadio Benito Mussolini, Turin 16h00 Arbitre : Mattea |
| dimanche 21 mai 1944 1re journée | Borel 39e · Bellini 66e · Santacroce 70e |       | 52e Cadario | Stadio Benito Mussolini, Turin 16h00 Arbitre : Mattea |

| dimanche 28 mai 1944 2e journée | Ambrosiana-Inter       | 2 - 1 | Juventus       | Stadio San Siro, Milan 16h00 Arbitre : Carpani |
| dimanche 28 mai 1944 2e journée | Coscia 4e · Gritti 89e |       | 19e Capaccioli | Stadio San Siro, Milan 16h00 Arbitre : Carpani |

| dimanche 4 juin 1944 3e journée | Varese                      | 2 - 1 | Juventus  | Stadio Comunale, Varèse 16h30 Arbitre : Bergomi |
| dimanche 4 juin 1944 3e journée | Ghirlanda 25e · Turconi 90e |       | 71e Borel | Stadio Comunale, Varèse 16h30 Arbitre : Bergomi |

| dimanche 11 juin 1944 4e journée | Juventus | 1 - 0 | Ambrosiana-Inter | Stadio Benito Mussolini, Turin 16h30 Arbitre : Mattea |
| dimanche 11 juin 1944 4e journée | Bo 82e   |       |                  | Stadio Benito Mussolini, Turin 16h30 Arbitre : Mattea |

| dimanche 18 juin 1944 5e journée | Torino                             | 3 - 3 | Juventus                                 | Motovelodromo Corso Casale, Turin 16h30 Arbitre : Bertolio |
| dimanche 18 juin 1944 5e journée | Mazzola 1re 77e (pen.) · Piola 47e |       | 7e 90e Sentimenti III · 72e Spadavecchia | Motovelodromo Corso Casale, Turin 16h30 Arbitre : Bertolio |

| dimanche 25 juin 1944 6e journée | Juventus                                              | 6 - 1 | Varese        | Stadio Benito Mussolini, Turin 16h30 Arbitre : Silvano |
| dimanche 25 juin 1944 6e journée | Sentimenti IV 6e · Bo 9e 55e · Sentimenti III 30e 54e |       | 74e Boniforti | Stadio Benito Mussolini, Turin 16h30 Arbitre : Silvano |

##### Classement
|  |    | Demi-finale - groupe A | Pts | MJ | V | N | D | BP | BC | Dif |
|  | -- | ---------------------- | --- | -- | - | - | - | -- | -- | --- |
|  | 1. | Torino                 | 8   | 6  | 3 | 2 | 1 | 21 | 12 | +9  |
|  | 2. | Juventus               | 7   | 6  | 3 | 1 | 2 | 15 | 9  | +6  |
|  | 3. | Ambrosiana-Inter       | 6   | 6  | 2 | 2 | 2 | 12 | 13 | -1  |

### Matchs amicaux
| dimanche 2 janvier 1944 | Milan          | 1 - 4 | Juventus         |  |
| dimanche 2 janvier 1944 | Buteur inconnu |       | Buteurs inconnus |  |

| jeudi 6 janvier 1944 | Casale         | 1 - 2 | Juventus         |  |
| jeudi 6 janvier 1944 | Buteur inconnu |       | Buteurs inconnus |  |

| dimanche 2 juillet 1944 | Milan | 0 - 5            | Juventus |  |
| dimanche 2 juillet 1944 |       | Buteurs inconnus |          |  |

| dimanche 24 décembre 1944 | Torino           | 5 - 2 | Juventus         | Turin |
| dimanche 24 décembre 1944 | Buteurs inconnus |       | Buteurs inconnus | Turin |

| dimanche 31 décembre 1944 | Juventus         | 2 - 1 | Torino         | Turin |
| dimanche 31 décembre 1944 | Buteurs inconnus |       | Buteur inconnu | Turin |

## Effectif du club
Effectif des joueurs de la Juventus-Cisitalia lors de la saison 1944.

## Buteurs
| 11 buts - Vittorio Sentimenti 10 buts - Alfredo Spadavecchia 8 buts - Mario Bo 6 buts - Michele Santacroce 5 buts - Felice Borel - Riza Lushta | 4 buts - Lucidio Sentimenti 2 buts - Savino Bellini - Ostilio Capaccioli 1 but - Teobaldo Depetrini - Pietro Rava - Giovanni Varglien |